# AirPrint
AirPrint là một tính năng trong hệ điều hành macOS và iOS của Apple Inc. cho phép in ấn mà không cần cài đặt trình điều khiển máy in cụ thể. Kết nối được thực hiện thông qua mạng cục bộ (thường là thông qua Wi-Fi), trực tiếp đến máy in tương thích với AirPrint hoặc đến máy in được chia sẻ không tương thích thông qua máy tính chạy Microsoft Windows, Linux, hoặc macOS.